# AC Mezzocorona
AC Mezzocorona is een Italiaanse voetbalclub uit Mezzocorona die speelt in de Lega Pro Seconda Divisione A 2010-11, de Italiaanse vierde klasse.
De club werd opgericht in 1966 en de officiële clubkleuren zijn geel en groen. Momenteel speelt de club zijn thuiswedstrijden in Trento omdat het stadion in Mezzocorona wordt gerenoveerd.